# A Büntető
A Büntető (eredeti cím: The Punisher) 1989-ben bemutatott amerikai akciófilm, melyet Boaz Yakin forgatókönyvéből Mark Goldblatt rendezett. A főbb szerepekben Dolph Lundgren, Louis Gossett Jr. és Jeroen Krabbé látható. Bár a film a Marvel Comics Megtorló nevű képregényszereplőjéről készült, megváltoztatta a karakter eredettörténetének pár részletét, illetve a szereplő megjelenését is (többek között nem jelenik meg benne a Megtorló jellegzetes koponyás logója).
Az Amerikai Egyesült Államokban 1989. április 25-én mutatták be a mozikban.

## Cselekmény
Öt évvel a családja meggyilkolása után a halottnak hitt rendőrnyomozó, Frank Castle „Büntető” álnéven tevékenykedik az alvilág köreiben. A csatornában él és egyszemélyes háborút folytat a szervezett bűnözés ellen. Egyetlen barátja a hajléktalan és alkoholista Shake. A férfi folyamatosan tájékoztatja önbíráskodó társát a maffia tevékenységeiről. Mivel Büntető öt év az olasz maffia 125 tagjával végzett, a bűnszervezet jelentősen meggyengült. Ez felbátorítja a Lady Tanaka által vezetett jakuzákat. A japán gengszterek át akarják venni az amerikai alvilág irányítását, ezért elrabolják a maffiavezérek gyermekeit és váltságdíjat követelnek.
Shake meggyőzi Büntetőt, mentse meg a gyerekeket, akiket valószínűleg rabszolgának fognak eladni, akár kifizetik értük a szüleik a váltságdíjat, akár nem. A legtöbb gyereket sikerül megmentenie, de Gianni Franco maffiafőnök fiát a jakuza New York-i központjába viszik. A Büntetőt letartóztatja a rendőrség, de Franco kiszabadítja. Franco arra kényszeríti Büntetőt, csatlakozzon hozzá fia kiszabadításában és akadályozza meg, hogy a japán bűnözők betegyék lábukat Amerikába. Ha visszautasítja, Franco lelövi Frank régi barátját, Berkowitz nyomozót.
Franco és Büntető Shake segítségével beszivárognak a jakuza főhadiszállására és megölik annak tagjait. A főépület legfelső emeletén Tanaka lánya és Büntető között küzdelemre kerül sor, amelynek során Büntető eltöri a lány nyakát. Közben Lady Tanaka túszul ejti Franco fiát és arra kényszeríti Francót, lője le magát. Amikor Franco épp meghúzná a ravaszt, Büntető hirtelen beront a helységbe és megöli Tanakát az egyik késével. Franco visszakapja a fiát, de megpróbálja megölni Büntetőt, utóbbi egy párbaj után lelövi. Amikor a rendőrség megjelenik, Büntető eltűnik, előtte figyelmeztetve Franco fiát, ne lépjen apja nyomdokaiba, különben rá is hasonló sors fog várni.

## Szereplők
| Színész           | Szerep                 | Magyar hang        |
| ----------------- | ---------------------- | ------------------ |
| Dolph Lundgren    | Frank Castle / Büntető | Berzsenyi Zoltán   |
| Louis Gossett Jr. | Jake Berkowitz nyomozó | Rosta Sándor       |
| Jeroen Krabbé     | Gianni Franco          | Szersén Gyula      |
| Kim Miyori        | Lady Tanaka            | Menszátor Magdolna |
| Bryan Marshall    | Dino Moretti           | Perlaki István     |
| Nancy Everhard    | Sam Leary              | Hegyi Barbara      |
| Barry Otto        | Shake                  | Koltai Róbert      |
| Larry McCormick   | Hírolvasó a TV-ben     | Barbinek Péter     |
| Todd Boyce        | Tarrone                | Kautzky Armand     |
| Colin Leong       | Cutter kapitány        | Elekes Pál         |

## A film készítése
A címszerepre eredetileg Christopher Lambert volt esélyes, de egy bokasérülés miatt el kellett utasítania. Steven Seagal is érdeklődött a szerep iránt. Az egyik női szereplő  Nicole Kidman lett volna. A pletykákkal ellentétben Michael Paré nem volt esélyes Frank Castle szerepére. 1989-ben Dolph Lundgren elárulta, szeretne valami mást kipróbálni, és megtetszett neki Büntető.
A forgatás Sydneyben zajlott.

## Fordítás
- Ez a szócikk részben vagy egészben  a   The Punisher (1989 film) című angol Wikipédia-szócikk fordításán alapul.  Az eredeti cikk szerkesztőit annak laptörténete sorolja fel. Ez a jelzés csupán a megfogalmazás eredetét és a szerzői jogokat jelzi, nem szolgál a cikkben szereplő információk forrásmegjelöléseként.